# Akademiskt konsistorium

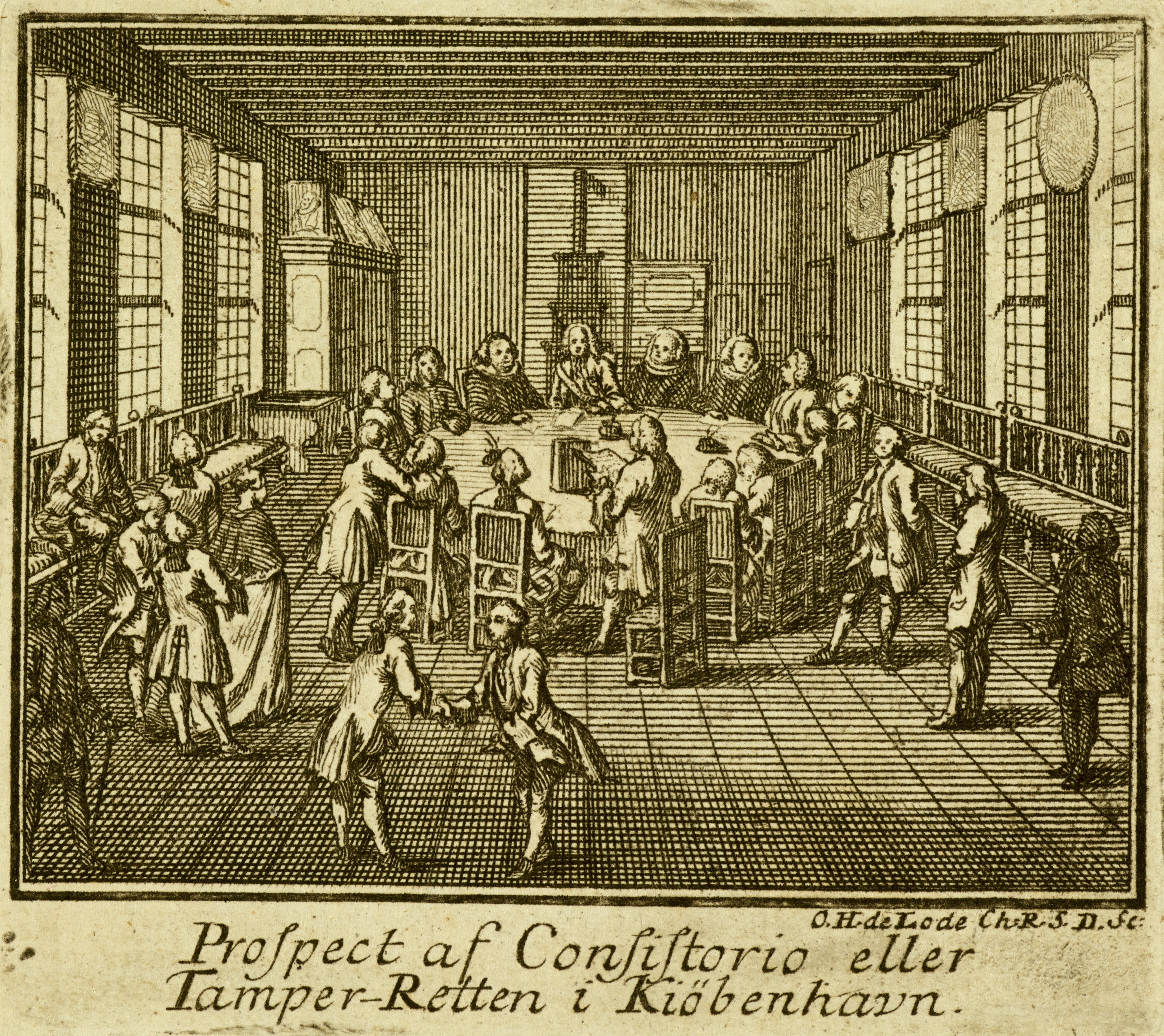
Konsistoriet vid Köpenhamns universitet år 1754.

Akademiskt konsistorium (latin: consistorium academicum) är en beslutande församling vid ett universitet eller högskola. Vid vissa lärosäten har det funnits ett större konsistorium (consistorium majus) och ett mindre konsistorium (consistorium minus). Konsistoriernas sammansättning och uppgifter har varierat över tid och mellan lärosäten.
Vid Köpenhamns universitet var konsistoriet det högsta beslutande organet och utgjordes fram till år 1788 av samtliga professorer. Konsistoriet lades ned 2003.
Före 1876 utgjordes det större konsistoriet vid Uppsala och Lunds universitet av samtliga ordinarie professorer. Genom 1964 års universitetsstadga avskaffades indelningen i större och mindre konsistorier som då fanns vid universiteten i Uppsala, Lund, Stockholm och Göteborg. Idag används konsistorium som namn för styrelserna vid Uppsala universitet och Karolinska institutet.